# マギー・ラウ
マギー・ラウ（劉思恵、Maggie Lau Sze-wai、1982年8月27日 - ）は、香港の元歌手、女優。籍貫は中国広東。身長172cm、体重52kg、おとめ座。エンペラー・エンターテインメント・グループ / ミュージック・プラス所属。歌手デビュー前は、モデルである。

## プロフィール
2002年に、ユミコ・チェンやマンディ・チアンとともにアイドル歌手ユニット「3T」のメンバーとしてデビュー。人気を博したが、2005年に芸能界を引退した。

## アルバム
- 2002年：『少女蝶』（ユミコ・チェン、マンディ・チアンとの合唱アルバム）

## 出演作品

### MV
- 2002年：I wanna be
- 2002年：人來人往（イーソン・チャン）
- 2002年：明年今日（イーソン・チャン）
- 2002年：爭氣（容祖兒）
- 2003年：第二世（ニコラス・ツェー、容祖兒、3T）
- 2004年：Girls（Boy'z）

### 映画
- 2002年：怪獣学園
- 2003年：ツインズ・エフェクト
- 2003年：恋上你的床
- 2003年：風雲!格闘王 - 峨嵋大飛 役
- 2004年：大佬愛美麗
- 2004年：香港国際警察/NEW POLICE STORY
- 2005年：THE MYTH/神話

### コンサート
- 2002年：3T帯動少女夢飛行楽会（ACホール）
- 2002年：EEG三週年チャリティーコンサート（香港コロシアム）
- 2003年：松日Twins広州興奮コンサート（ゲスト出演）（広州）
- 2003年：星Mobile「相」事偶像Show（香港コンベンション・アンド・エキシビション・センター）

### 広告
- 2002年：道亨銀行（現：DBS銀行）
- 2002年：周大福
- 2002年：エアウェーヴス無糖チューインガム
- 2002年：美津村
- 2002年：~H2O+
- 2003年：ニュー・ワールド・モビリティ〜星Mobile
- 2003年：柏麗絲関連商品（テレビ広告）
- 2003年：松日i-mat コンピューター産品（テレビ広告）
- 2003年：Beauty Tech 蠶絲修護睫毛液
- 2003年：Beauty Tech 雪糕修護遮瑕霜

## 大使
- 2004年：東華三院